# Provincia de Amberes
La provincia de Amberes (en neerlandés: Antwerpen, en francés: Anvers) es una de las cinco provincias de Flandes y una de las diez provincias de Bélgica. Está situada al este de la provincia de Flandes Oriental, al norte de la provincia de Brabante flamenco y al oeste de la provincia de Limburgo. Amberes es la única provincia de Flandes que no es adyacente a una provincia valona.
El topónimo "Antwerp" se refiere a la capital de esta provincia, la ciudad de Amberes, que también es la mayor ciudad de la provincia y de la región flamenca.

## Historia
La actual provincia de Amberes era el viejo departamento de Deux-Nèthes, creado en 1795 durante el Primer Imperio francés en la parte norte del Ducado de Brabante. Luego de la derrota de Napoleón, el territorio pasó a ser parte del Reino Unido de los Países Bajos con el nombre de provincia de Amberes.

## Geografía
La provincia de Amberes está rodeada por Brabante Septentrional (una provincia de los Países Bajos) al norte y por las provincias belgas de Flandes Oriental, Brabante flamenco y Limbugo.
La provincia tiene una superficie total de 2867 km² lo cual corresponde a 21,15% de Flandes y a 9,38% de Bélgica. Su altitud media es de 14 metros sobre el nivel del mar.
Con una población al 1 de enero de 2014 de 1 802 719, su densidad poblacional es de 628,8 personas/km²
El punto más al norte de la provincia (y también de Bélgica) está en el poblado Meersel-Dreef (coordenadas: 51°30′N 4°46′E / 51.500, 4.767) del municipio Hoogstraten.
El punto más alto es Beerzelberg (51,6 m) en el municipio Putte (coordenadas: 51°03′N 4°38′E / 51.050, 4.633) mientras que el punto más bajo (4 m) queda en el valle del río Grote Nete cerca de Lier.
El principal río en las provincias es el río Escalda (en neerlandés: Schelde, en francés: Escaut). Otros ríos son Grote Nete, Kleine Nete.

## Divisiones administrativas
La provincia de Amberes se divide en tres arrondissements (Amberes, Malinas y Turnhout), los cuales están divididos a su vez en 70 municipios.

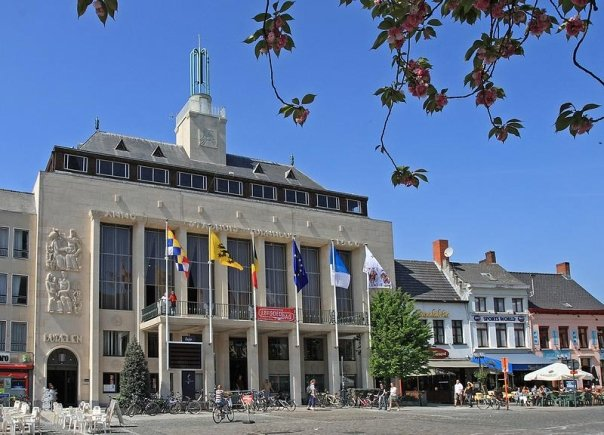
Ayuntamiento de Turnhout

| Arrondissement             | Capital  | Municipios | Población (2014) | Superficie (km²) | Densidad (hab./km²) |
| -------------------------- | -------- | ---------- | ---------------- | ---------------- | ------------------- |
| Arrondissement de Amberes  | Amberes  | 30         | 1 022 140        | 1000,31          | 1021.8              |
| Arrondissement de Malinas  | Malinas  | 13         | 333 132          | 510,22           | 652.9               |
| Arrondissement de Turnhout | Turnhout | 27         | 447 447          | 1356,86          | 329.8               |
| Total                      |          | 70         | 1 802 719        | 2867.39          | 628.7               |

### Municipios

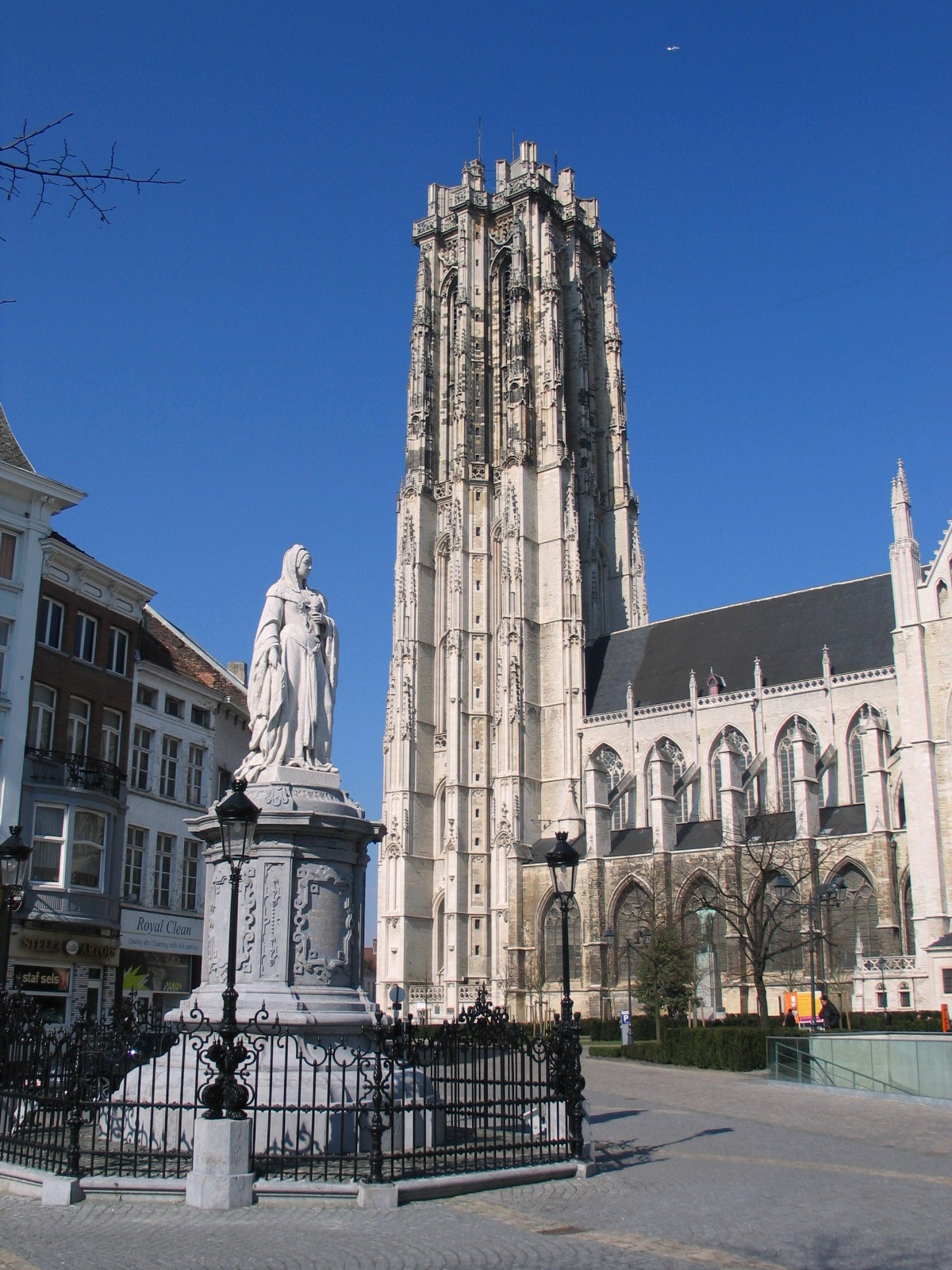
Catedral de San Rumoldo, Malinas

El siguiente mapa muestra los municipios de la provincia de Amberes (los nombres aparecen en la siguiente tabla):
| Amberes | Malinas | Turnhout |
| --- | --- | --- |
| - Aartselaar (1) - Amberes (2) - Boechout (8) - Boom (10) - Borsbeek (12) - Brasschaat (13) - Brecht (14) - Edegem (17) - Essen (18) - Hemiksem (22) - Hove (27) - Kalmthout (29) - Kapellen (30) - Kontich (32) - Lint (36) - Malle (37) - Mortsel (42) - Niel (43) - Ranst (49) - Rumst (53) - Schelle (54) - Schilde (55) - Schoten (56) - Stabroek (59) - Wijnegem (64) - Wommelgem (66) - Wuustwezel (67) - Zandhoven (68) - Zoersel (69) - Zwijndrecht (70) | - Berlaar (7) - Bonheiden (9) - Bornem (11) - Duffel (16) - Heist-op-den-Berg (21) - Lier (34) - Malinas (Mechelen) (38) - Nijlen (44) - Putte (47) - Puurs (48) - Sint-Amands (57) - Sint-Katelijne-Waver (58) - Willebroek (65) | - Arendonk (3) - Baarle-Hertog (4) - Balen (5) - Beerse (6) - Dessel (15) - Geel (19) - Grobbendonk (20) - Herentals (23) - Herenthout (24) - Herselt (25) - Hoogstraten (26) - Hulshout (28) - Kasterlee (31) - Laakdal (33) - Lille (35) - Meerhout (39) - Merksplas (40) - Mol (41) - Olen (45) - Oud-Turnhout (46) - Ravels (50) - Retie (51) - Rijkevorsel (52) - Turnhout (60) - Vorselaar (61) - Vosselaar (62) - Westerlo (63) |

Los principales municipios, con una población mayor de 30 000 habitantes al 1 de enero de 2014, son:
1. Amberes (510 610)
2. Malinas (Mechelen) (83 194)
3. Turnhout (42 281)
4. Heist-op-den-Berg (41 365)
5. Geel (38 450)
6. Brasschaat (37 502
7. Mol (35 382)
8. Lier (34 368)
9. Schoten (33 871)

### Población por arrondissement
Población de 2011 al 2014, al 1 de enero de cada año.
| Arrondissement             | 2011      | 2012      | 2013      | 2014      |
| -------------------------- | --------- | --------- | --------- | --------- |
| Arrondissement de Amberes  | 998 211   | 1 010 001 | 1 017 197 | 1 022 140 |
| Arrondissement de Malinas  | 327 323   | 329 395   | 331 288   | 333 132   |
| Arrondissement de Turnhout | 439 239   | 442 508   | 444 892   | 447 447   |
| Provincia de Amberes       | 1 764 773 | 1 781 904 | 1 793 377 | 1 802 719 |